# Vjatsjeslav Bykov
Vjatsjeslav Arkadevitsj "Slava" Bykov (Russisch: Вячеслав Аркадьевич Быков) (Tsjeljabinsk, 24 juli 1960) is een voormalig ijshockeyspeler. Sinds 2007 is hij in die sport actief als trainer.

## In de USSR
Al snel ontdekte hij zijn passie voor spelen op het ijs en het samenspelen met andere kinderen. Samen organiseerden ze kleine hockey- en voetbalwedstrijden.
Vanaf de jaren zeventig volgde hij (dankzij de televisie) de wedstrijden van zijn idolen, wachtte hij uren aan de loketten voor een ticket voor Traktor en hij schreef zich ook in bij de jeugdploeg van Kalibre.
Slava speelde mee met de ploeg van het landbouwinstituut van Tsjeljabinsk, waar hij vanaf 1976 studeerde voor ingenieur. Op 18-jarige leeftijd besloot hij, ondanks zijn goede schoolresultaten, deze school te verlaten om zich volledig op het hockey te richten. Hij kwam terecht bij Metalloerg Tsjeljabinsk, een club in de tweede divisie van de Sovjet-Unie, waar hij onmiddellijk zijn plaats in de eerste aanvalslinie wist te bemachtigen.
Het jaar erop werd hij onder andere door zijn klein gestalte, zijn opvallend talent, zijn inzicht in het spel, zijn snelheid en zijn vloeiend spel opgemerkt door Traktor Tsjeljabinsk, een club uit de eerste divisie.
In 1982 ruilde Bykov zijn spelerstrui van Traktor in voor een van CSKA Moskou, waar hij de kans kreeg om met echte vedetten mee te spelen zoals de mythische aanvalslinie « KLM » : Vladimir Kroetov - Igor Larionov - Sergej Makarov. Bij deze club werd hij uiteindelijk zevenmaal kampioen van de Sovjet-Unie.
Met de nationale ploeg van de Sovjet-Unie behaalde hij vier wereldtitels (1983, 1986, 1989, 1990) en vervolgens met de nationale Russische ploeg (1993). Met de ploeg van de USSR behaalde hij ook de gouden olympische medaille op de Olympische Winterspelen in 1988. Ook werd hij in 1989 verkozen tot de beste center van de wereld op de wereldkampioenschappen te Stockholm.
In de jaren 80 huwde hij Nadia, met wie hij twee kinderen heeft: Mascha (geboren in 1983) en Andrej (geboren in 1988). Tegenwoordig verdedigt Andrej de kleuren van de Zwitserse club HC Fribourg-Gottéron.

## Zwitserland
Vergezeld door zijn familie en zijn landgenoot Andrej Chomoetov trok hij in 1990 naar Zwitserland om er de rangen van HC Fribourg-Gottéron te versterken. Gedurende zeven seizoenen speelde hij er met het rugnummer 90.
Slava Bykov heeft in totaal 302 wedstrijden gespeeld voor de Fribourgeoise ploeg. In totaal heeft hij er 611 punten gescoord (226 doelpunten en 385 assists), wat hem goed maakte voor een gemiddelde van 2,02 punten per wedstrijd. Hierdoor werd hij de topschutter van de LNA in 1992, 1993 en 1994.
Hij nam in deze periode ook deel aan de Olympische Winterspelen in Albertville van 1992. Hij bereikte er voor de tweede maal de gouden medaille.
Na het aflopen van zijn contract besloot Bykov om in Zwitserland te blijven, hij zou de kleuren van de Lausanne Hockey Club gaan verdedigen. Gedurende twee jaren zal hij aan de oevers van het Meer van Genève spelen.
Ondanks vijf wereldtitels, zeven titels in de USSR, zeven Europese titels en twee olympische titels is de aanvaller er nooit in geslaagd het kampioenschap in Zwitserland te winnen.
Sinds 2003 draagt hij de Zwitserse nationaliteit.

## Loopbaan als speler
1979-1980 Metalloerg Tsjeljabinsk (2de divisie Kampioenschap van de USSR)
1980-1982 Traktor Tsjeljabinsk (Kampioenschap van de USSR)
1982-1990 HC CSKA Moskou (Kampioenschap van de USSR)
1990-1998 HC Fribourg-Gottéron (LNA)
1998-2000 Lausanne Hockey Club (LNB)

## Loopbaan als trainer
2002-2006 HC CSKA Moskou (Superliga)
2006-2011 Russische ijshockeyploeg

## Internationale loopbaan als speler
Op de volgende kampioenschappen nam hij deel onder de nationaliteit van de Sovjet-Unie:
Wereldkampioenschap
1983, 1985, 1986, 1987, 1989 en 1990
Olympische winterspelen
1988
Beker van Canada
1987
Na het uiteenvallen van de Sovjet-Unie nam hij deel met het Gezamenlijk team aan:
Olympische Winterspelen
1992
Op de volgende kampioenschappen nam hij deel onder de Russische nationaliteit :
Wereldkampioenschap
1993 en 1995

## Palmares als speler
7x Kampioen van de USSR: 1983, 1984, 1985, 1986, 1987, 1988, 1989 met HC CSKA Moskou
1x Winnaar van de beker van de USSR in 1988 met CSKA Moscou
7x Winnaar van de Europese beker in 1983, 1984, 1985, 1986, 1987, 1988 en 1990 met CSKA Moskou
5x Winnaar van de wereldkampioenschappen in 1983, 1986, 1989 en 1990 met de USSR en in 1993 met Rusland
1x De zilveren medaille op de wereldkampioenschappen van 1987 met de USSR
1x De bronzen medaille op de wereldkampioenschappen van 1985 met de USSR
2x Olympisch goud op de winterspelen van 1988 met de USSR en op de winterspelen van 1992 met het Gezamenlijk team
1x Zilver in de beker van Canada in 1987 met de USSR

## Palmares als trainer
1x Brons op de wereldkampioenschappen van 2007 met Rusland

## Onderscheidingen
Verkozen tot de beste center op de wereldkampioenschappen van 1989
Speler in het All-Star team van de LNA in de seizoenen 1991-1992, 1992-1993 en 1993-1994
Topscorer in het reguliere kampioenschap van de LNA in de seizoenen 1991-1992, 1992-1993 en 1993-1994
Topscorer in de Play-Offs van de LNA in het seizoen 1993-1994
- Gemeinsame Normdatei: 119537214
- International Standard Name Identifier: 0000 0000 1360 6256
- Réseau des bibliothèques de Suisse occidentale: 02-A023361397
- Système universitaire de documentation: 256930635
- Virtual International Authority File: 25414833
- WorldCat: E39PBJvxpKkkJMfxPwhTkTppT3